# Roberto Fazzi
Roberto Fazzi (Seregno, 16 marzo 1970) è un ex cestista e allenatore di pallacanestro italiano.

## Carriera
Dopo aver giocato in B1 e A2 a Gorizia, esordisce in serie A1 con la maglia dell'Aresium Milano. 
Con Gorizia risultò essere decisivo per la promozione in A2 nel 1993-94 diventando il miglior marcatore del torneo di serie B1.
Successivamente gioca con il Avellino, Forlì, Trapani, Falke Norimberga, Cividale, Pordenone, Udine sponda Virtus e successivamente Nuovo Basket e Spilimbergo. Attualmente è allenatore della Vis Spilimbergo U16 e dell'APU GSA U16 eccellenza.